# Athylia samarana
Athylia samarana là một loài bọ cánh cứng trong họ Cerambycidae.